# George Vârnav-Liteanu
George Vârnav-Liteanu (* 1840; † 1905) war ein rumänischer Diplomat.

## Werdegang
Er war Literaturkritiker, ab 1870 Mitglied des Schriftstellervereines Junimea. Ab 1878 war er diplomatischer Vertreter in Berlin, wo er die Politik von Mihail Kogălniceanu unterstützte, mit dem er verwandt war. Er war in seiner Jugend nach Paris gereist und von der französischen Kultur beeinflusst, unterstützte die Theorie der „unvergleichlichen Form“. Vom April 1878 bis 21. Oktober 1888 war er politischer Agent der rumänischen Regierung in Berlin.
Am 20. Februar 1880 erkannte das Kabinett Bismarck mit den Regierungen in Paris und London die Regierung von Ion C. Brătianu an und erklärte sich einverstanden die diplomatische Agentur in Berlin in eine Botschaft aufzuwerten. Bis man sich auf die diplomatischen Beziehungen einigte und die Agentur in eine Botschaft umwandelte, wurde sie von Theodor Rosetti (1872–1874), Nicolae Crețulescu (1874–1876), Titu Maiorescu (1876), Al Degré (1876–1878) und Virnav Litenau (1878–1880) geleitet.